# Danuta Kwiatkowska (profesor)
Danuta Kwiatkowska (ur. 31 marca 1945, zm. 12 grudnia 2022) – polska biochemik, dr hab. n. med.

## Życiorys
W 1974 uzyskała stopień doktora. W 1990 habilitowała się na podstawie pracy zatytułowanej Fosfofruktokinaza - właściwości molekularne i katalityczne, badania strukturalne, zmiany w patologii. Została zatrudniona na stanowisku profesora w Katedrze i Zakładzie Biochemii Lekarskiej na Wydziale Lekarskim Uniwersytetu Medycznego im. Piastów Śląskich we Wrocławiu.
Została pochowana na Cmentarzu Świętej Rodziny we Wrocławiu.

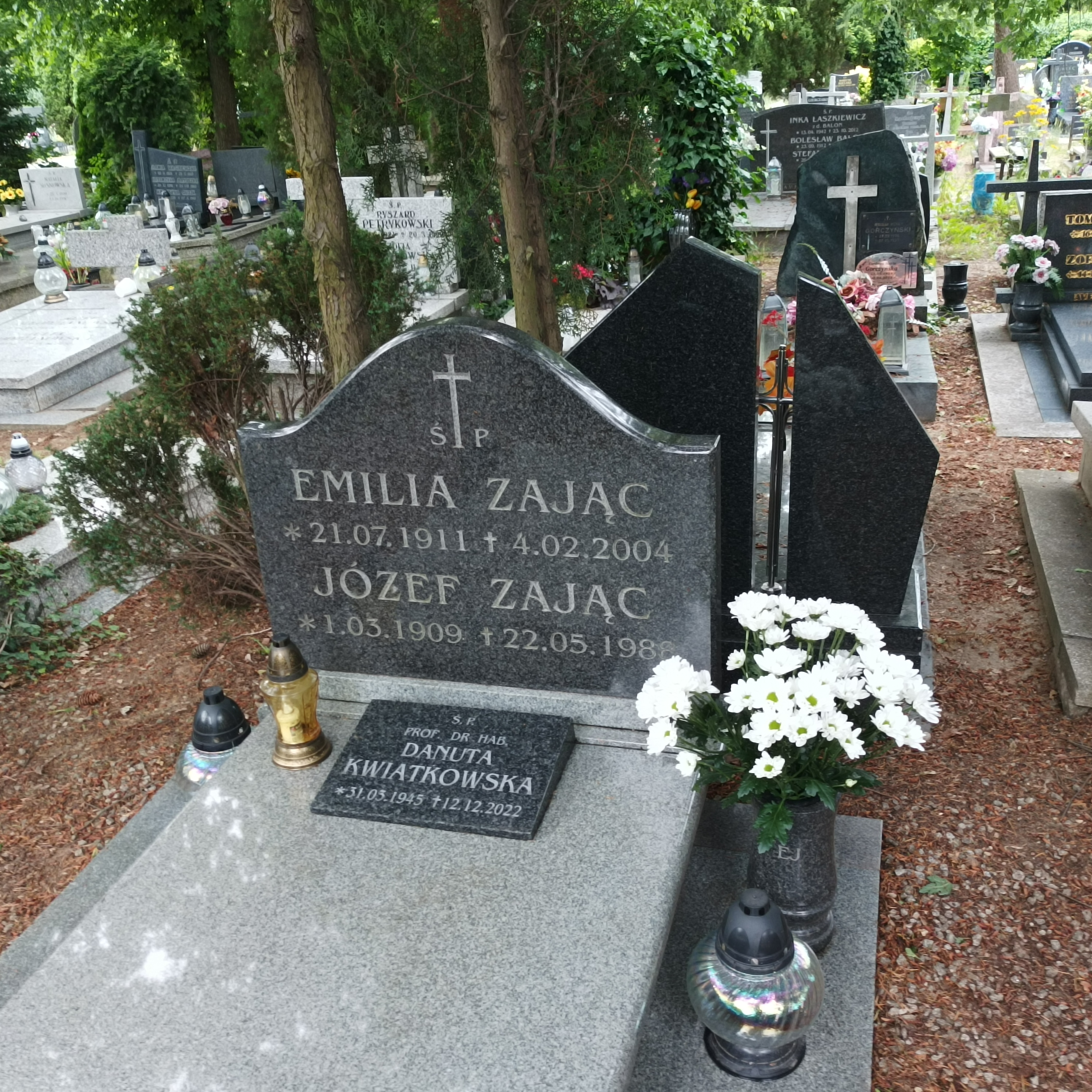
Grób prof. Danuty Kwiatkowskiej na Cmentarzu Świętej Rodziny we Wrocławiu